# Didier Tavera
Didier Alberto Tavera Amado (Güepsa, Santander, 17 de agosto de 1976) es un abogado y político colombiano. Fue el Gobernador del Santander en el periodo 2016-2019.

## Biografía
Nació en Güepsa, Santander. Estudió derecho en la Universidad Santo Tomás de Bucaramanga, especialista en gestión de entidades territoriales de la Universidad Externado de Colombia y máster en dirección y gestión de los sistemas de seguridad social de la Universidad Alcalá de Henares.

## Trayectoria política
Participó activamente en las Juventudes del Nuevo Liberalismo. Luego, ingresó a la Gobernación de Santander en 2000 y posteriormente representó a su movimiento político, adscrito al Partido Liberal, en el gabinete departamental; primero como secretario de Desarrollo y luego como secretario de Gobierno.
En 2010 fue elegido en la Cámara de Representantes, con la más alta votación de Santander. Se destacó como una de las voces más notorias de la Comisión Sexta. Apoyo leyes como los derechos pensionales, los subsidios a los créditos de los estudiantes de estratos 1, 2 y 3 beneficiarios del Icetex, la creación de la Autoridad Nacional de Televisión, además de los incentivos al cine nacional y la protección de los patrimonios culturales, como las leyes 1675 de 2013, que le permite hoy a Colombia ejercer soberanía sobre la riqueza marítima sumergida con el Galeón San José; y la Ley 1602 de 2012, “Francisco Benavides”, que declaró patrimonio cultural de la nación el folclore veleño.  
Su mandato fue muy controversial debido a las acusaciones por corrupción a raiz de las contrataciones en el Programa de Alimentación Escolar (PAE). En enero del 2017, Tavera le asignó un millonario contrato a a Surcolombiana de Inversiones, que estaba bajo investigación por desfalcos y productos contaminados.